# Rondorf
Der Stadtteil Rondorf liegt im Süden der Stadt Köln im Stadtbezirk Rodenkirchen.

## Lage und Gliederung
Rondorf grenzt im Osten an Rodenkirchen und Hahnwald, im Süden an Immendorf und Meschenich, im Westen an Hürth und im Norden mit der Bundesautobahn 4 an Zollstock und Raderthal.
Zu Rondorf gehören ebenfalls die Dörfer Hochkirchen, Höningen, Konraderhöhe und ein Teil von Giesdorf (Giesdorfer Höfe).

## Geschichte
Die erste historische Erwähnung als „Rumenthorp“ entstammt dem Jahre 941. Im Mittelalter gehörte die Ansiedlung dem Kölngau an und kam in seiner späteren Zeit als Rondorf zum Amt Brühl im Kurfürstentum Köln. 1794 besetzten französische Revolutionstruppen den Ort. In napoleonischer Zeit wurde die gleichnamige Mairie Rondorf nach dem Ort in ihrem Zentrum benannt und gehörte zum Kanton Brühl im Arrondissement Cologne des Département de la Roer. 1815 entstand daraus die Bürgermeisterei Rondorf im Landkreis Köln. 1888 wurden die Orte Bayenthal, Klettenberg, Marienburg, Raderberg, Raderthal und Zollstock aus der Gemeinde Rondorf ausgegliedert und in die Stadt Köln eingemeindet. In der Gemeinde verblieben die Orte Godorf, Immendorf, Meschenich, Rodenkirchen, Rondorf, Sürth und Weiß.

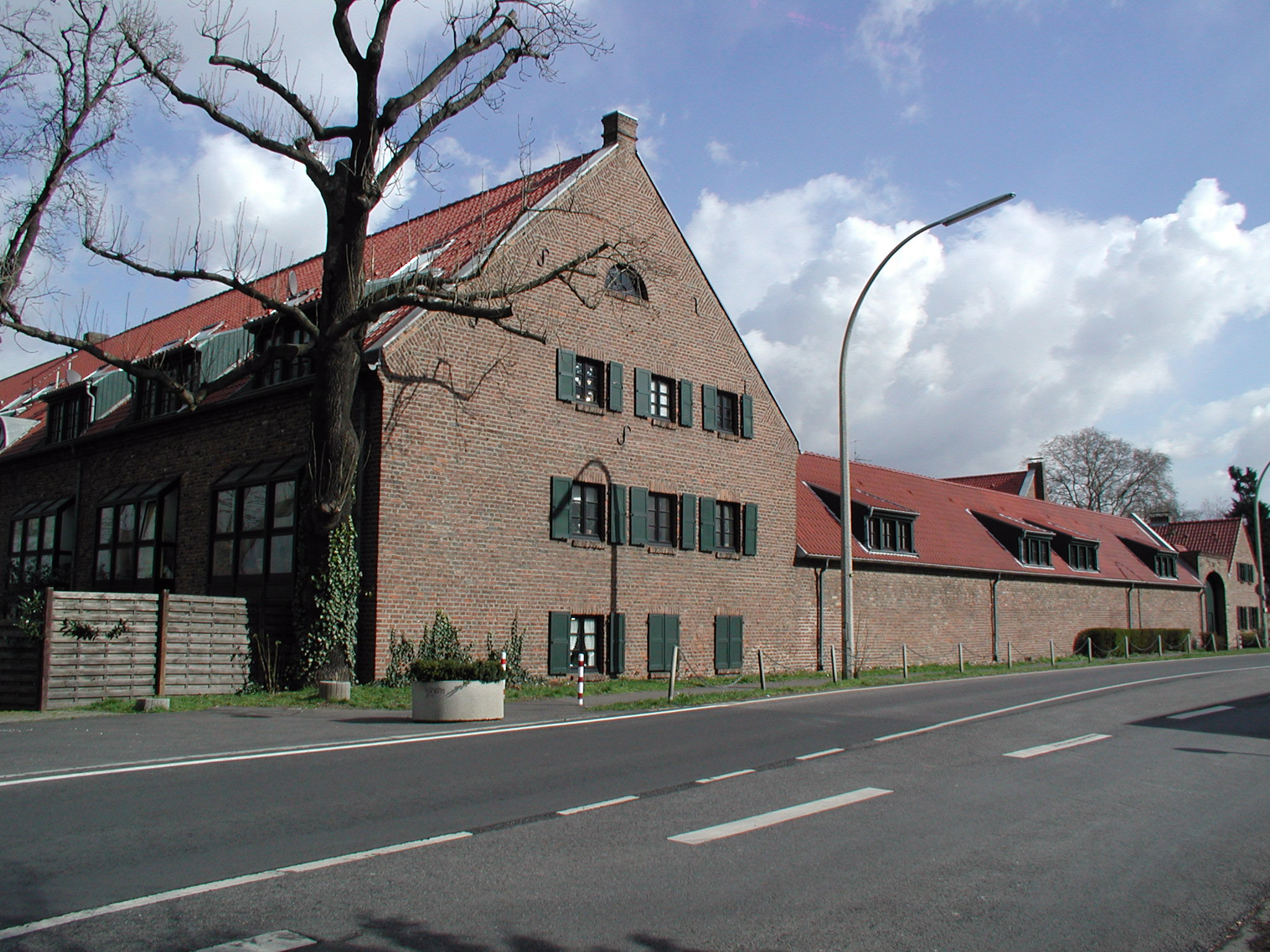
Der Johannishof gehört zu den ältesten Gehöften im Umkreis

1961 wurde die Gemeinde Rondorf in „Gemeinde Rodenkirchen“ umbenannt und 1975 nach Köln eingemeindet. Ein Großteil der Bebauung entstammt den 1930er Jahren und der Nachkriegszeit.

### Bürgermeister der Gemeinde Rondorf
| - 1811–1813: Heinrich Wahn - 1814–1844: Johann Georg Rolshoven - 1845–1848: Andreas Engels - 1848–1860: Peter Wahn - 1860–1872: Franz Ness - 1872–1893: Johann Baptist Wolff - 1893–1904: Eduard Steisel - 1905–1919: Max Adam | - 1919–1919: Theodor Kastenholz - 1919–1934: Arnold Freund - 1934–1945: Josef Weitz - 1945–1946: August Weyer - 1946–1952: Rudolf Buch - 1952–1964: Josef Kallscheurer - 1964–1967: Alfons Künstler - 1967–1974: Heribert Mölders |

## Bevölkerungsstatistik
Struktur der Bevölkerung von Köln-Rondorf (2021):
- Durchschnittsalter der Bevölkerung: 46,0 Jahre (Kölner Durchschnitt: 42,3 Jahre)
- Ausländeranteil: 13,8 % (Kölner Durchschnitt: 19,3 %)
- Arbeitslosenquote: 5,5 % (Kölner Durchschnitt: 8,6 %)

## Verkehr
Rondorf liegt in unmittelbarer Nähe zur A555 sowie zum Kreuz Köln Süd. Des Weiteren ist Rondorf durch Landstraßen mit Immendorf, Meschenich, Hürth, Raderthal und Rodenkirchen verbunden.
Zudem bestehen zwei Buslinien, die Rondorf mit dem öffentlichen Personennahverkehr verknüpfen. Eine direkte Verbindung ins Kölner Stadtzentrum besteht mit der Linie 132 über Marienburg, Bayenthal und die Südstadt. Die Linie 131 verbindet Rondorf zudem mit Zollstock und Sülz sowie Rodenkirchen. An Schultagen fährt die Linie 135 in Richtung Rodenkirchen und Meschenich.
Außerdem ist vorgesehen, in einer vierten Ausbaustufe der Nord-Süd-Stadtbahn die Stadtbahnlinie 5 über Rondorf bis nach Meschenich zu verlängern.

## Kirchengemeinden

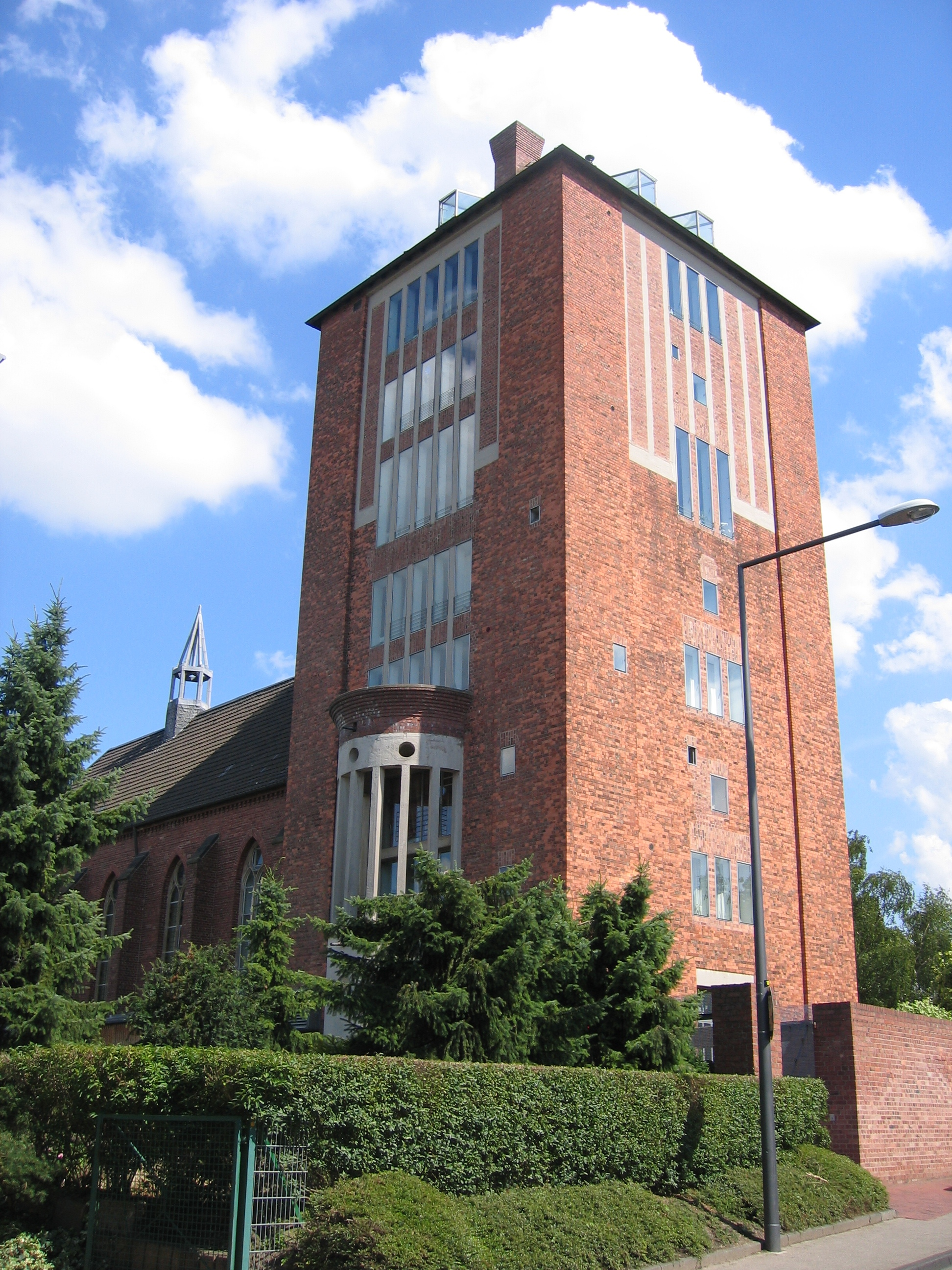
Ehemalige Dreikönigskirche mit angebautem Turm

Die 1900 im neugotischen Stil errichtete katholische Kirche „Heilige Drei Könige“, durch einen Turm 1957 erweitert, wird mittlerweile nicht mehr als Gotteshaus genutzt. Sie wurde 1987 profaniert und zu einem Architekturbüro umgebaut. Während das Kirchenschiff nicht nur als Büro-, sondern auch als Ausstellungsraum und Konzertsaal genutzt wird, leben die Architekten mit ihren Familien im Turm der ehemaligen Kirche.
Die alte Kirche wurde 1987–1989 durch die neue Pfarrkirche Heilige Drei Könige ersetzt. Heilige Drei Könige ist eine römisch-katholische Pfarrkirche im Kölner Stadtteil Rondorf. Gemeinsam mit St. Blasius in Meschenich, St. Katharina in Godorf sowie St. Servatius in Immendorf bildet sie die Pfarreiengemeinschaft Heilige Drei Könige im Erzbistum Köln. Die 1898/1999 erbaute neugotische Kirche ersetzte einen Vorgängerbau und wurde 1919 zur Pfarrkirche erhoben. Dieser wurde 1957 ein Westturm in wuchtigen Formen vorgesetzt. Da die alte Kirche der wachsenden Zahl an Gläubigen nicht mehr entsprach, wurde an der Hahnenstraße nach Plänen des Architekten Karl-Josef Ernst in den Jahren 1987–1989 eine, eben genannte größere neue Pfarrkirche errichtet. Die alte Kirche wurde profaniert und zu einem Wohnhaus umgebaut.
Die Emmanuelkirche in der Carl-Jatho-Straße wurde am 19. Juni 1988 und der Kirchturm am 5. Juli 1992, dem 100. Jahrestag der Amtsenthebung von Pfarrer Christoph Schrempf, in Dienst gestellt. Er hatte wegen seiner theologischen Vorbehalte gegen das apostolische Glaubensbekenntnis sein Amt verloren. Der Architekt Jürgen Hadenfeldt hat die Kirche streng in der Schulbildung des Deutschen Bauhauses erstellt. Das Evangelische Gemeindezentrum, an das die Kirche angebaut wurde, wurde am Pfingstmontag, dem 7. Mai 1976, in Dienst gestellt. Der Architekt war Joachim Reich. 
Die Gemeinde bietet vielfältige Angebote in sozialer Arbeit, musikalischer Bildung, Kinderbetreuung in Form eines evangelischen Kindergartens und ausgeprägte Jugendarbeit bzw. Freizeitangebote.

## Vereine/Freizeit
Der SC Rondorf 1912 e. V. ist der ortsansässige Fußballverein. Der Verein wurde 1912 als „Radsport-Club Rheingold Rondorf“ gegründet und 1929 in Sport-Club Rondorf umgewandelt. 
Als größte Erfolge gelten die Teilnahme am Spielbetrieb in der Bezirksliga von 1976 bis 1980 und die Siege im Kreispokal 1972 und 1976. In beiden Endspielen um den Kreispokal siegte der SC Rondorf jeweils gegen den SC Brühl 06/45. Der SC Rondorf engagiert sich im Jugendbereich.
Jedes Jahr wird ein Turnier unter dem Motto „Ganz Rondorf spielt Fußball“ ausgetragen, bei dem verschiedene Hobbymannschaften aus Rondorf und Umgebung gegeneinander antreten.
Die in Rondorf ansässigen Schachfreunde Köln-Süd sind über die Stadtgrenzen hinaus bekannt.

## Schulen und Kindergärten
Rondorf verfügt mit der Anne-Frank-Schule über eine Gemeinschaftsgrundschule mit offener Ganztagsbetreuung die nach Anne Frank benannt wurde. Neben dem Förderverein und der Schulpflegschaft gibt es auch ein Schülerparlament, in dem die Kinder aktiv an der Gestaltung ihres Schullebens teilnehmen können. Weiterführende Schulen liegen in benachbarten Stadtteilen.
An der Husarenstraße 20 hat die St. George’s School einen Standort.
Für Kinder im Vorschulalter stehen mit der integrativen städtischen Tageseinrichtung für Kinder, der Kindertagesstätte Adlerstraße, der Katholischen Kindertagesstätte Hl. Drei Könige und der Kita HdF-Pünktchen (nur U3) insgesamt vier Einrichtung zur Betreuung zur Verfügung.